# Lena Granhagen
Karin Anna-Lena Granhagen (Luleå, 7 gennaio 1938) è un'attrice svedese.

## Filmografia parziale
- Damen i svart, regia di Arne Mattsson (1958)
- Ryttare i blått, regia di Arne Mattsson (1959)
- Vita frun, regia di Arne Mattsson (1962)
- Kattorna, regia di Henning Carlsen (1965)
- Made in Sweden, regia di Johan Bergenstråhle (1969)
- Glasblåsarns barn, regia di Anders Grönros (1998)
- Geografens testamente - serie TV (2011)

## Riconoscimenti
- 1999- Guldbagge
  - Candidatura a miglior attrice non protagonista per Glasblåsarns barn